# NGC 1892
NGC 1892 (również PGC 17042) – galaktyka spiralna (Sc), znajdująca się w gwiazdozbiorze Złotej Ryby. Odkrył ją John Herschel 30 listopada 1834 roku.